# Osvaldo Sangiorgi
Osvaldo Sangiorgi (São Paulo, 9 de maio de 1921 — São Paulo,  7 de julho de 2017) foi um professor de matemática e autor de livros didáticos da época do Movimento da Matemática Moderna no Brasil. Foi membro da Academia de Letras de Campos do Jordão. Ganhou o Prêmio Jabuti na categoria "Ciências Exatas" em 1964 pelo livro "Matemática Curso Moderno".

## Formação
Possui formação na Licenciatura e no Bacharelado de Matemática pela Universidade de São Paulo (1941), fez mestrado em Lógica, pela Universidade do Kansas e doutorado em Linguística Matemática com o título de doutor em Comunicação também pela USP.(1973)

## Carreira
No ano de 1977, tornou-se professor livre-docente da Escola de Comunicações e Artes da USP e professor titular em 1990. Lecionou na Universidade do Kansas (EUA), no Institut Eupen (Bélgica) e no Instituto de Cibernética de San Marino. Seu nome, mais do que nenhum outro, está diretamente associado à introdução do ensino da Matemática Moderna no Brasil.